# Ortovox
Die Ortovox Sportartikel GmbH (Eigenschreibweise ORTOVOX) ist ein auf Bergsport spezialisierter deutscher Sportartikelhersteller mit Sitz in Taufkirchen bei München. Das Unternehmen ist spezialisiert auf Lawinenverschüttetensuchgeräte (LVS), Rucksäcke, Lawinennotfallausrüstung und Sportbekleidung aus Merinowolle und Schweizer Wolle.
Ortovox gehört neben Deuter Sport, Maier Sports und Gonso dem Teilkonzern Outdoor des Konzerns der Schwanhäußer Industrie Holding GmbH & Co. KG (Schwan-Stabilo-Gruppe) an.

## Markenname
Der Name der eingetragenen Marke setzt sich aus dem deutschen Begriff Ortung und dem lateinischen Begriff vox für ‚Stimme‘ zusammen und spiegelt sich im Slogan Voice of the Mountains (‚Stimme der Berge‘) wider.

## Geschichte

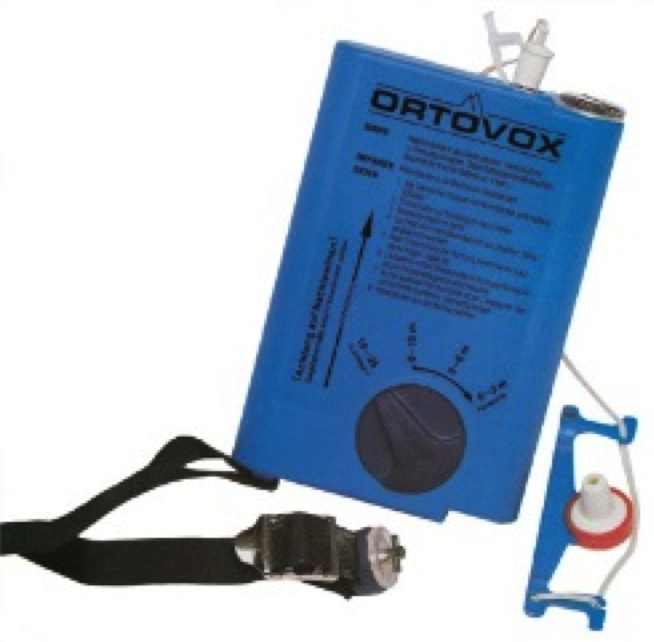
Ortovox F2

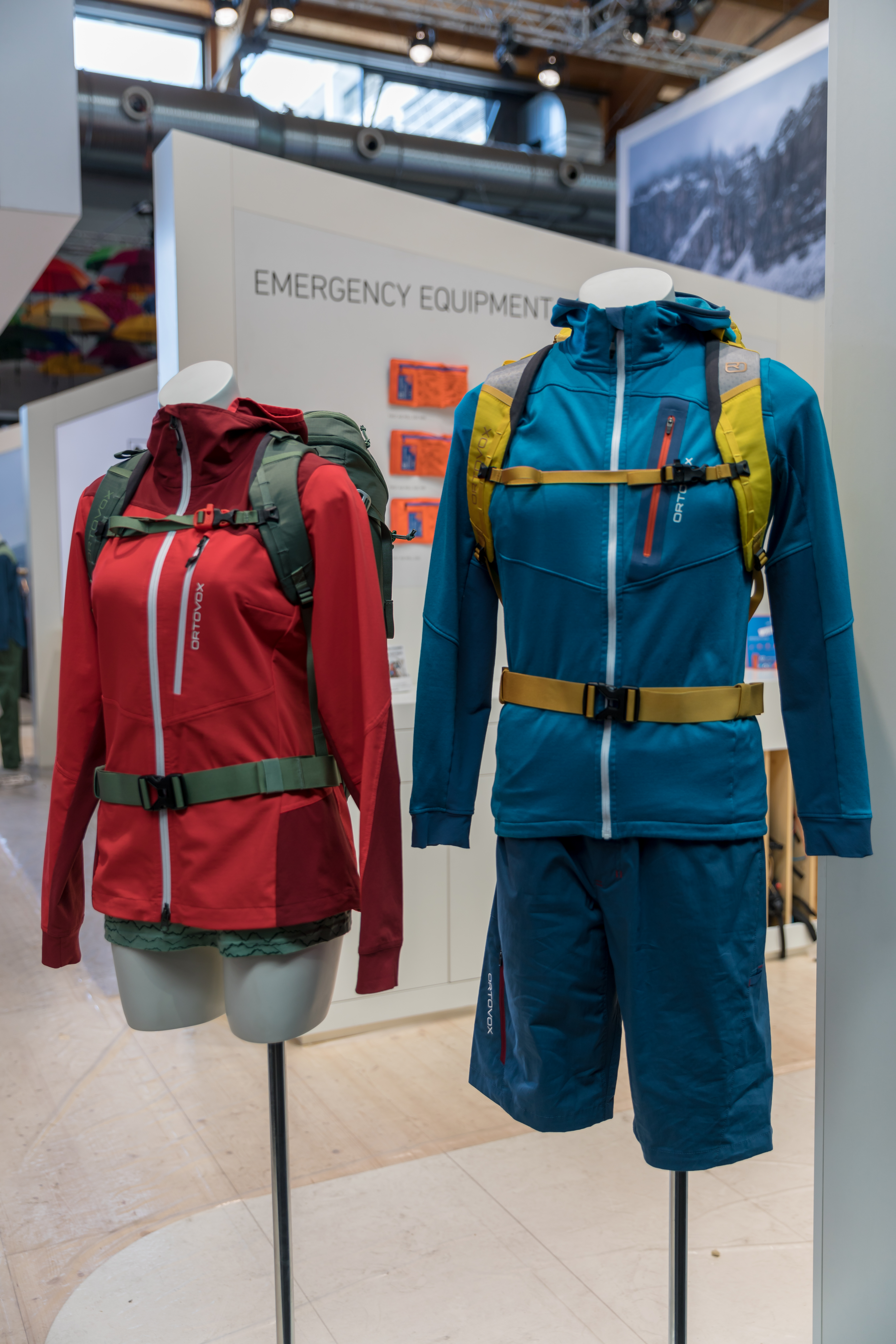
Ortovox-Outdoor-Bekleidung

Ortovox wurde im Jahr 1980 von Gerald Kampel gegründet. In Zusammenarbeit mit Jürgen Wegner entwickelte er das Ortovox F2. Dabei handelt es sich um ein Lawinenverschüttetensuchgerät (LVS), das auf einer Doppelfrequenz senden und empfangen konnte. Vorher gab es ausschließlich Lawinenverschüttetensuchgeräte, die auf zwei unterschiedlichen Frequenzen (2,275 kHz und 457 kHz) senden und empfangen konnten. Dies führte zu tödlichen Unglücksfällen bei Lawinenabgängen, da Verschüttete bei der Lawinenverschüttetensuche durch die unterschiedlichen Gerätearten nicht schnell genug geborgen werden konnten. Das damals neuartige Gerät konnte auf beiden Frequenzen senden und empfangen und vereinfachte die Verschüttetensuche. Ortovox war lange Zeit Marktführer im Bereich Lawinenverschüttetensuchgeräte mit einem zwischenzeitlichen Marktanteil von ca. 60 %. Das Produktsortiment von Ortovox wurde im Laufe der Jahre sukzessive erweitert. 1990 wurde das Unternehmen umbenannt in Ortovox Sportartikel GmbH.
2011 veräußerte Kampel das Unternehmen an die Schwan-Stabilo Industrie Holding, die unter anderem als Stifteproduzent durch die Marke Schwan-Stabilo bekannt ist. Gemeinsam mit den Unternehmen Deuter Sport und Maier Sports gehört Ortovox dem Teilkonzern Outdoor an, der im Geschäftsjahr 2014/15 rund 112 Millionen Euro Umsatz erzielte.
2015 trat das Unternehmen der Fair Wear Foundation und dem Bündnis für nachhaltige Textilien bei.
Im Bekleidungsbereich ist Ortovox durch die Materialkombinationen von Wolle mit anderen Materialien bekannt.